# محمد ولد أعمر
محمد أعمر من مواليد 31 ديسمبر 1965 بمدينة كيفة وسط موريتانيا، أستاذ موريتاني رئيس المنظمة العربية للتربية والثقافة والعلوم وعضو في عديد الهيئات العلمية، واللجان التحكيمية.
تقلد عدة حقائب وزارية منها وزارة التهذيب الوطني (التعليم الأساسي، والثانوي)، وزارة الثقافة والاتصال، ومستشارا بالرئاسة الموريتانية، كما تولى أيضا إدارة المدرسة العليا للتعليم، وهي أقدم مؤسسة للتعليم العالي في موريتانيا، إضافة لإدارة مركز الدراسات والبحوث الاقتصادية بكلية العلوم القانونية والاقتصادية
وقد تولى العديد من الأبحاث خلال مسيرته العلمية من بينها بحث عن الرقابة الاقتصادية علي الأسعار في موريتانيا، وآخر عن الأمن الغذائي في موريتانيا، وثالث الديون الخارجية الموريتانية، كما شارك ببحث عن «الآثار التنموية لبرنامج الإصلاح الاقتصادي المطبق في موريتانيا» في المؤتمر العلمي الرابع للجمعية للبحوث الاقتصادية المنعقد في القاهرة 11 - 14 /1997.
له أبحاث عن «التعليم والفقر،»«التأثير والتأثر»، قدمه خلال الموسم الثقافي لكلية العلوم القانونية والاقتصادية، إضافة لبحث عن دور قطاع الزراعة في التنمية في موريتانيا، وكانت رسالته للدكتوراه عن «أثر سياسات التثبيت والتكيف علي التنمية في موريتانيا».
أنجز بحثا عن «الزكاة ودورها في التنمية»، وناقش في بحث آخر «تجربة الخوصصة في موريتانيا»، وقدمه في الملتقى الدولي حول اقتصاديات الخوصصة والدور الجديد للدولة المنظم من جامعة فرحات عباس سطيف الجزائر في الفترة 03 و05 أكتوبر 2004، وقد قدم بحثا عن الاقتصاد الموريتاني: التجربة والموارد، في اليوم الإعلامي لموريتانيا في نادي دبي للصحافة في الإمارات.
نشر بحثا عن تجربة الخوصصة والإصلاح الاقتصادي في موريتانيا، في مجلة العلوم الاقتصادية وعلوم التسيير، وهي مجلة محكمة تصدرها كلية العلوم الاقتصادية وعلوم التسيير، جامعة فرحات عباس، سطيف، الجزائر، العدد: رقم: 04 / 2005.
كما شارك في المؤتمر الدولي المنظم من طرف المعهد العربي للتخطيط  في الكويت، والمنعقد في القاهرة في الفترة، 17 و18 مارس، 2008، وكانت عن أزمة البطالة في الدول العربية.